# Tiranet de capell gris
El tiranet de capell gris (Phyllomyias griseocapilla) és una espècie d'ocell de la família dels tirànids (Tyrannidae).

## Hàbitat i distribució
Habita els boscos del sud-est del Brasil.